# メトロこうべ
メトロこうべ（Metro Kobe）は、神戸高速線の高速神戸駅と新開地駅を結ぶ地下街である。神戸高速鉄道株式会社が管理する。

## 概要
高速神戸駅と新開地駅の真上にそれぞれ神戸タウンと新開地タウンとがあり、中間通路が両タウンを繋いでいる。また、神戸タウンの東端は、デュオこうべに接続している。中間通路の途中には二箇所の卓球場があり（メトロTTスタジオ・メトロ卓球場）、メトロこうべの名所として有名である。
2024年には約30年ぶりに中間通路がリニューアルされ、中央広場にmetro+（メトロプラス）という愛称が付けられた
- 神戸タウン
- メトロ卓球場
- metro+（メトロプラス）
- 新開地駅付近の壁画
- 新開地タウン
- かつて存在した古書街

## 開業の経緯
神戸高速鉄道が計画された当初、国鉄の神戸駅前に、4社の総合ターミナル駅・神戸高速鉄道「高速神戸駅」を設置予定（阪急電鉄・阪神電気鉄道・山陽電気鉄道が地下路線で、神戸電鉄は高架路線で乗入れ）であり、新開地駅の設置は計画にはなかった。
後に、この計画は見直されて神戸電鉄は地下を走行する路線に計画が変更になる。そして、神戸電鉄と阪神電鉄・阪急電鉄・山陽電鉄が接続する形態で新開地駅を設置することになった。このため、神戸高速鉄道のターミナル駅は、予定されていた高速神戸駅と4社が乗り入れる新開地駅との二駅に分割されて誕生することになる。
高速神戸駅と新開地駅との距離はわずか500メートルである。その両駅ともターミナル駅となることから、それにふさわしい商業施設を両駅ともに構築するとともに、両ターミナル駅間を結ぶ地下通路（センター）も同時に構築されることになった。
神戸高速鉄道の開業直後は、新開地駅ならびに高速神戸駅（折り返し設備も含む）の構造がゆえに、山陽電鉄は新開地駅まで、阪急電鉄と阪神電鉄は高速神戸駅までの乗り入れが基本となっていた。そのため、高速神戸駅と新開地駅をつなぐ電車の本数がやや少なく、山陽電鉄や神戸電鉄で新開地駅まできた人々は、日本国有鉄道の神戸駅前にでる手段としてはメトロこうべの地下通路を歩く場合も少なくなかった。
現在では、阪急電鉄・阪神電鉄・山陽電鉄は相互にダイヤ改正を繰り返し、プラットホームに着いた電車に乗れば高速神戸駅または新開地駅に自然と着くまでに両駅をつなぐ電車の本数は増加した。新開地止まりの山陽電鉄普通列車の乗客、高速神戸止まりの阪神電鉄各駅停車の乗客を阪急電鉄特急が即時に高速神戸ならびに新開地に輸送するというダイヤになっている。